# Доброхотов, Николай Николаевич
Николай Николаевич Доброхотов (1889 — 1963) — советский учёный-металлург, профессор (1926), доктор технических наук (1938), член Академии наук Украинской ССР (1939).

## Биография
Родился в городе Арзамас Нижегородской губернии. Его отец — Николай Никанорович Доброхотов — служил телеграфистом. Мать — Мария Фёдоровна Владимирская, выпускница Смольного института, дочь депутата II Государственной Думы, священника Ф. И. Владимирского. Многие братья и сёстры матери Николая Николаевича занимались общественной деятельностью (дядя — Михаил Федорович Владимирский, один из старейших деятелей Коммунистической партии, соратник В. И. Ленина), были друзьями Алексея Максимовича Горького. Был старшим сыном в семье из 12 детей.
Поскольку в Арзамасе в то время не было среднего учебного заведения, Николай Николаевич был отправлен в Нижний Новгород, где в 1900 году поступил в реальное училище.

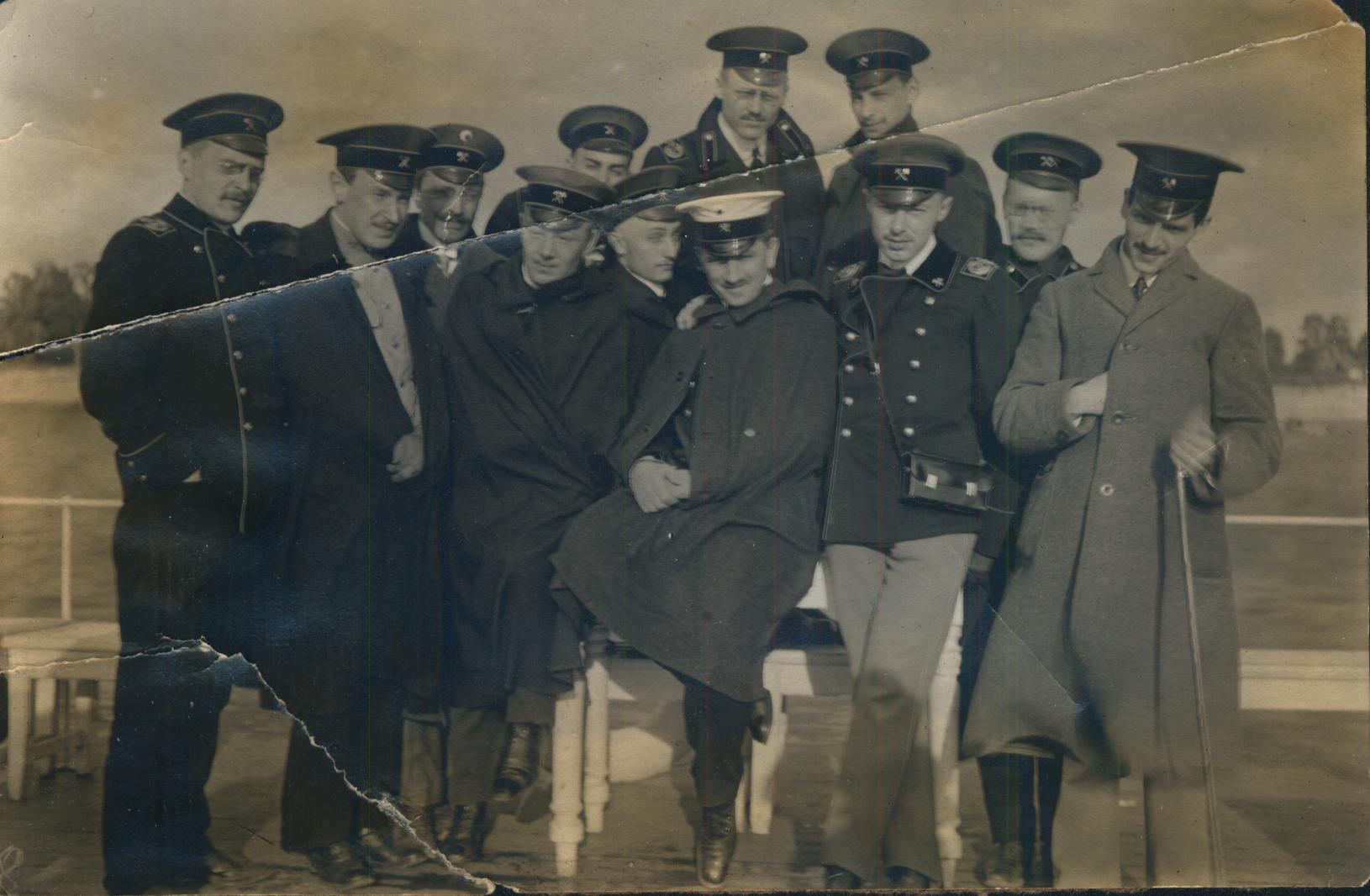
Н. Н. Доброхотов (крайний слева) с товарищами по учёбе в институте. 1912 год.

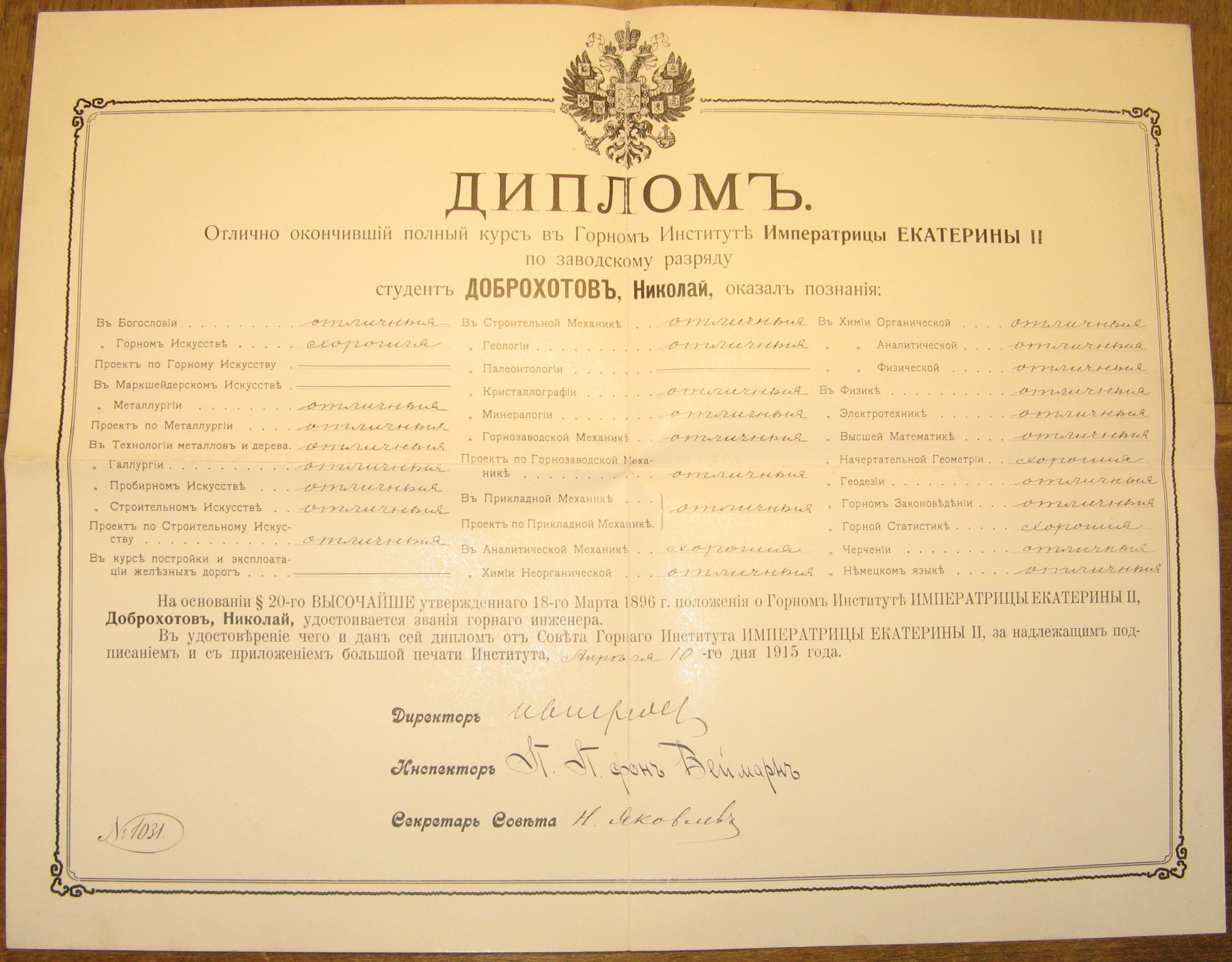
Диплом Н. Н. Доброхотова об окончании горного института

В 1907 году Н. Н. Доброхотов окончил училище и успешно выдержал конкурсный экзамен в Санкт-Петербургский горный институт на горнозаводское отделение. Здесь преподавали многие известные профессора и преподаватели: Е. С. Федоров по кристаллографии, Н. С. Курнаков по химии, И. А. Тиме по горнозаводской механике, А. Ф. Иоффе по термодинамике, А. Л. Бабошин по металловедению и др.
Студентом Н. Н. Доброхотов активно сотрудничал в студенческом металлургическом кружке, много раз бывал на практике на металлургических заводах, выполнял обязанности чертёжника, мартеновского мастера и т. д. В декабре 1914 года окончил институт.
В 1914—1917 годах Н. Н. Доброхотов работает на Пермском пушечном заводе.
11 мая 1915 года Н. Н. Доброхотов женился на Елизавете Ивановне Звенцовой (1891—1978) — дочери члена окружного суда в городе Кашин, Ивана Васильевича Звенцова. В семье Н. Н. Доброхотова было 6 детей, двое из них умерли в раннем возрасте.
В 1920 году Николай Николаевич поступает ассистентом в Петербургский горный институт, на кафедру металлургии чугуна и стали, которой заведовал профессор В. Н. Липин. Здесь он работал до 1924 года. В эти годы Николай Николаевич формируется как самостоятельный молодой учёный — исследует некоторые вопросы газопечной теплотехники и публикует много работ в этой области.

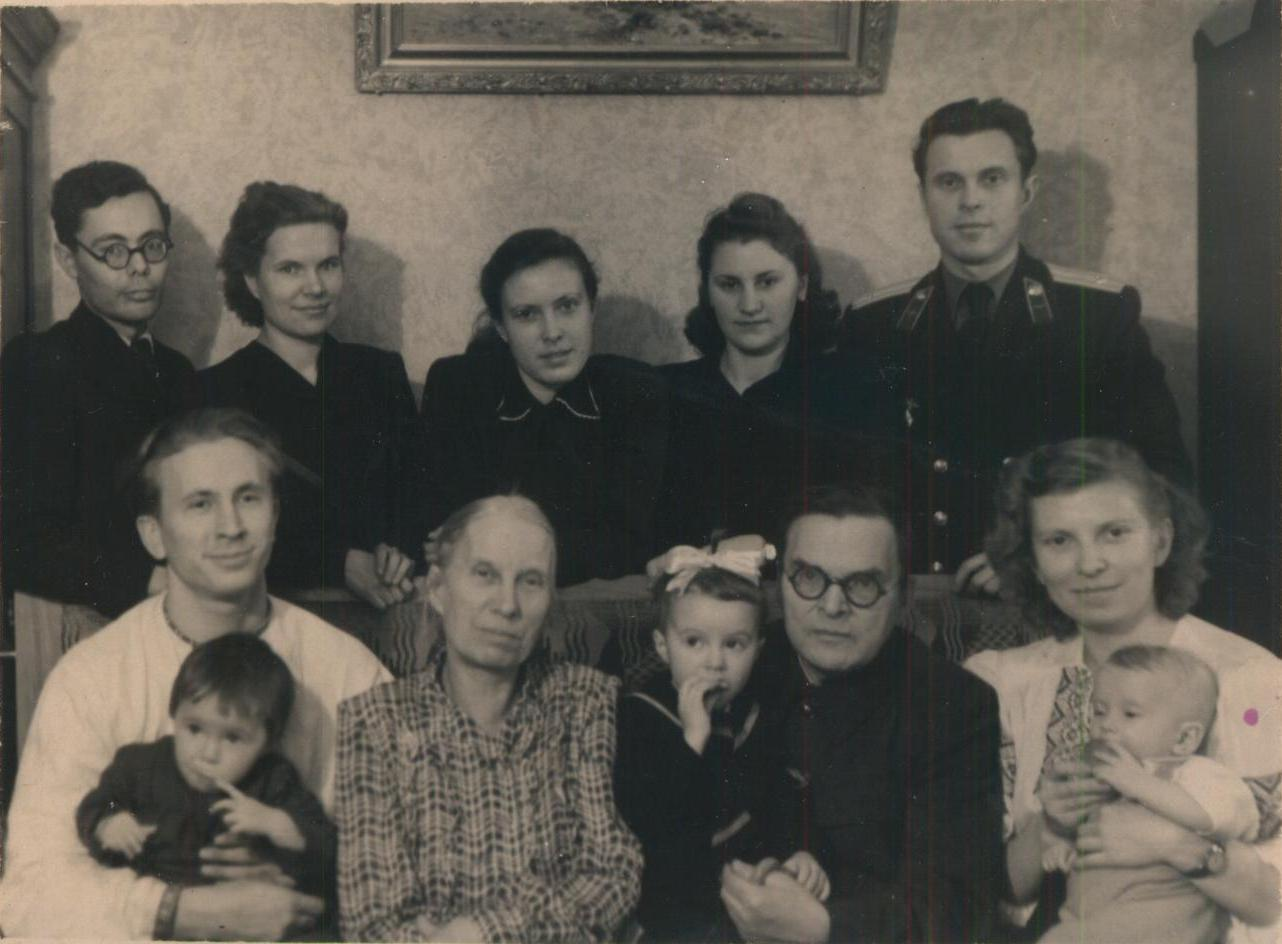
Н. Н. Доброхотов в кругу семьи

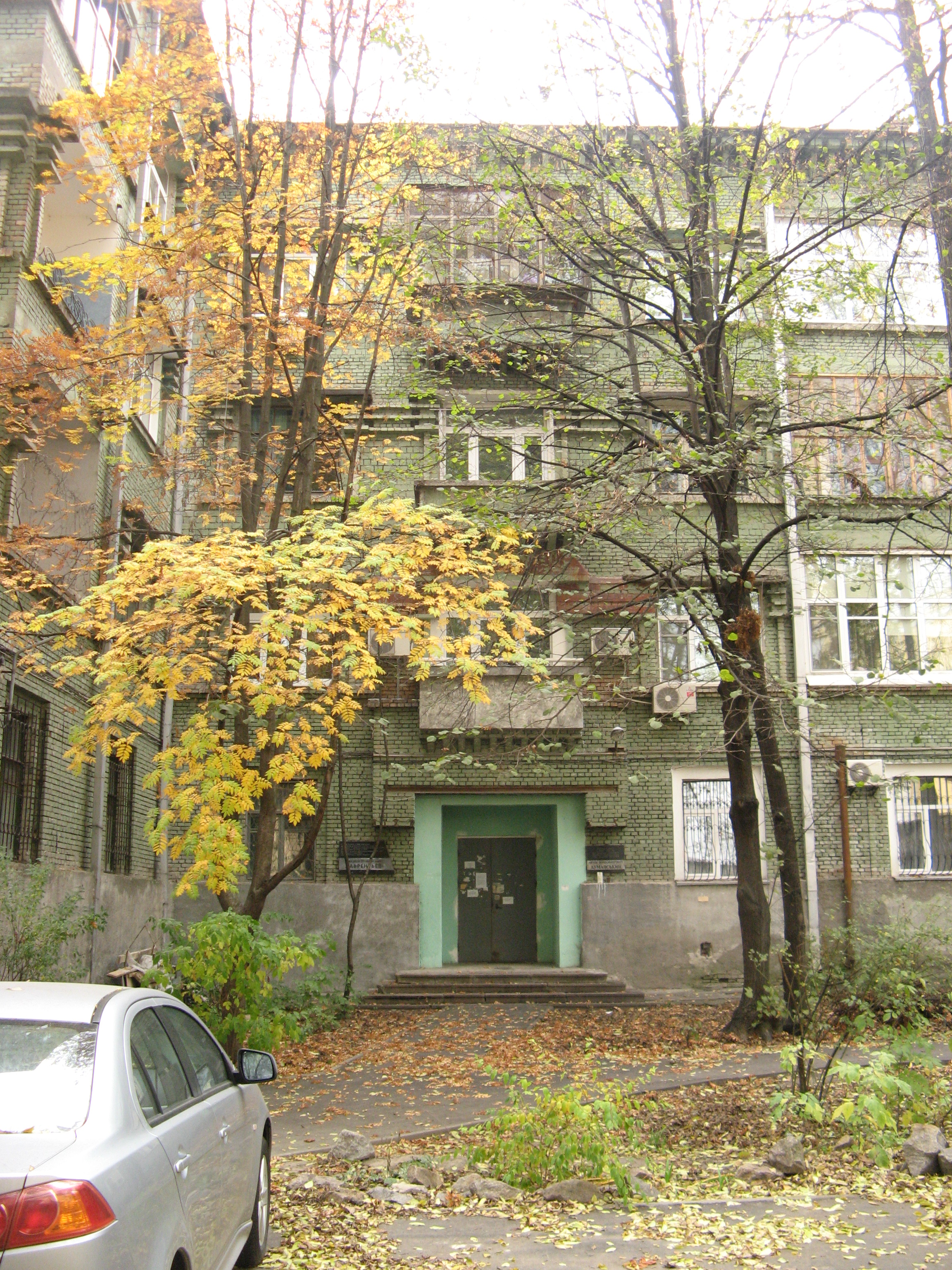
Дом в Киеве, в котором жил и работал Н. Н. Доброхотов

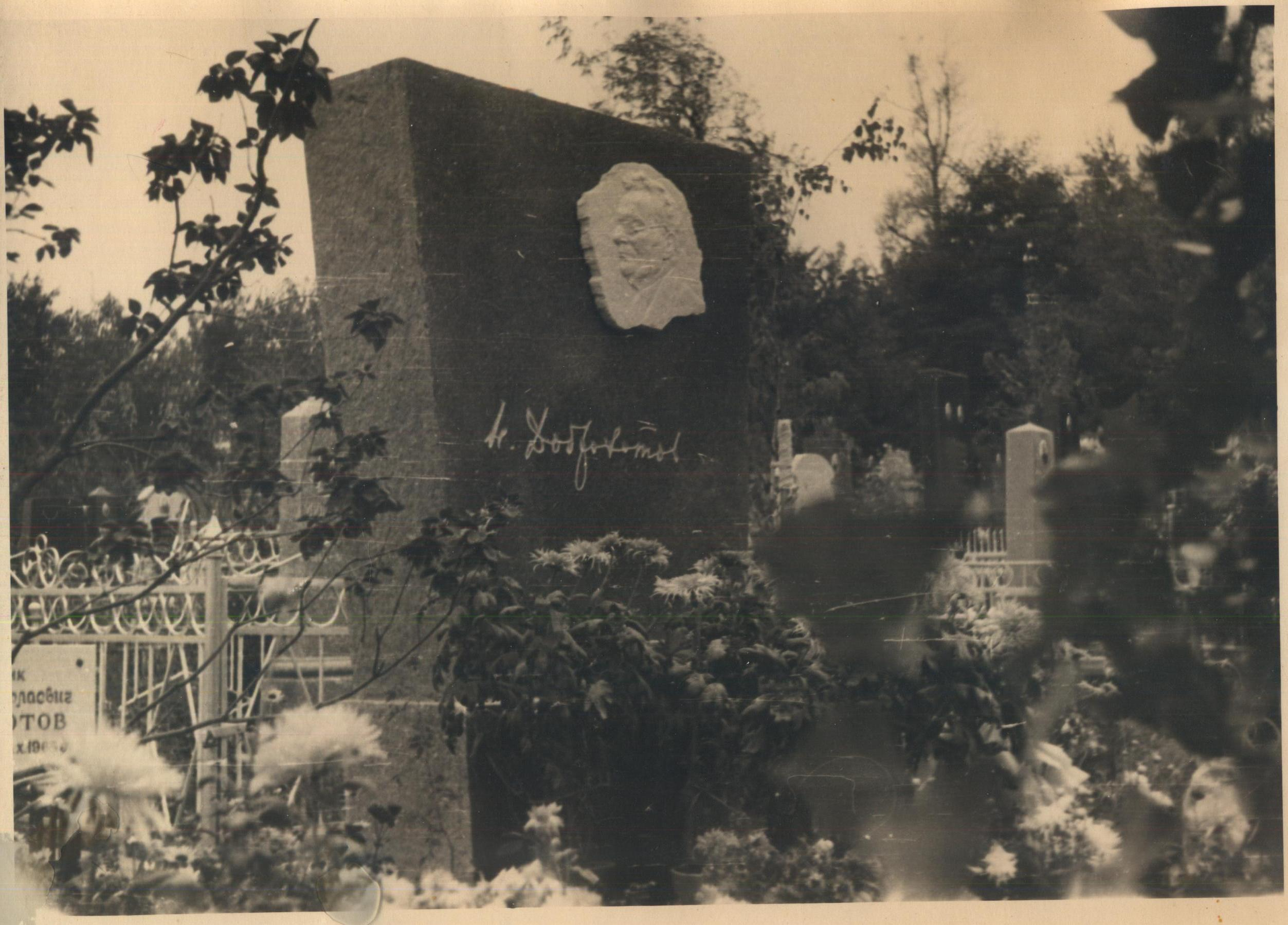
На могиле Н. Н. Доброхотова на Байковом кладбище в Киеве

Мемориальная доска Н. Н. Доброхотова на здании Института Газа в Киеве

В ноябре 1924 года Н. Н. Доброхотов был назначен заведующим кафедрой металлургии стали и теории печей Уральского политехнического института (которой до этого заведовал профессор В. Е. Грум-Гржимайло) и решением Государственного учёного совета Наркомпроса РСФСР от 4 июня 1926 года был утверждён в учёном звании профессора по кафедре металлургии стали.
Осенью 1929 года Н. Н. Доброхотов уезжает в командировку по металлургическим заводам США и Германии.
В 1930 году в Свердловске Н. Н. Доброхотов был арестован по обвинению во вредительской деятельности. Тогда был арестован почти весь руководящий состав учёных и преподавателей Уральского политехнического института. 20 августа 1931 года ОГПУ Москвы дало распоряжение в Свердловское ОГПУ и Н. Н. Доброхотов был выпущен из-под стражи. Помощь в освобождении Н. Н. Доброхотова оказала Екатерина Павловна Пешкова, жена Горького.
В 1931 году Н. Н. Доброхотов переехал в Москву, начал работать заведующим печной лабораторией Центрального научно-исследовательского института машиностроения и выполнил вместе со своими сотрудниками исследования по газопечной теплотехнике.
Отец Николая Николаевича Доброхотова, Николай Никанорович Доброхотов, в возрасте 76 лет, будучи старостой Рождественской церкви, по постановлению тройки УНКВД по Горьковской области от 23 октября 1937 года, был расстрелян.
С 1 января 1935 года по 1941 год заведовал кафедрой металлургии стали Днепропетровского металлургического института.
Решением Высшей аттестационной комиссии от 11 апреля 1938 года Николай Николаевич был утверждён в учёной степени доктора технических наук.
Общим собранием Академии наук УССР 22 февраля 1939 года Н. Н. Доброхотов избран академиком Академии наук УССР.
9 апреля 1939 года за успешную работу в чёрной металлургии Н. Н. Доброхотов был награждён орденом Трудового Красного Знамени. В том же году Н. Н. Доброхотов был избран депутатом Днепропетровского областного Совета депутатов трудящихся.
С 1939 по 1954 год работал в институте чёрной металлургии в Днепропетровске.
В августе 1941 года Н. Н. Доброхотов эвакуировался на Урал. Во время Великой Отечественной войны он был связан с 16 заводами, оказывая им научно-техническую помощь по газопечной теплотехнике и металлургии стали, за что был награждён медалью «За доблестный труд в Великой Отечественной войне 1941—1945 гг.» и значками отличника танковой и металлургической промышленности.
В декабре 1944 года Н. Н. Доброхотов переехал в Киев; работал заведующим сталеплавильным отделом Института чёрной металлургии АН УССР и в 1944—1950 годах заведовал кафедрой металлургии стали и промышленных печей Киевского политехнического института.
14 декабря 1948 года общим собранием Академии наук УССР Николай Николаевич был избран председателем бюро отделения технических наук АН УССР. В 1949 году по инициативе Н. Н. Доброхотова был создан Институт использования газа АН УССР, чьим директором он был назначен с 1 сентября 1949 года.
Указом Президиума Верховного Совета УССР от 3 февраля 1951 года Н. Н. Доброхотову было присвоено звание Заслуженного деятеля науки и техники УССР.
Указом Президиума Верховного Совета УССР от 3 мая 1954 года Н. Н. Доброхотов награждён орденом Ленина, а указом от 19 июля 1958 года — орденом Трудового Красного Знамени.
С 1954 года переведён в институт использования газа АН УССР.
15 октября 1963 года в Киеве Н. Н. Доброхотов умер. Похоронен на Байковом кладбище.
В 1965 году на могиле установлен памятник работы скульптора И. П. Кавалеридзе.

## Научная деятельность
В 1921 году публикуется первая научная статья Н. Н. Доброхотова «О сжигании горючих сланцев в газогенераторах».
Н. Н. Доброхотов создал новую теорию печей, которая в корне отличалась от гидравлической (господствовавшей в 30-е годы) по основным положениям и практическим выводам. Он впервые показал, что движение газов в печах имеет турбулентный, а не ламинарный характер, в связи с чем процессы смешения газов и горения топлива протекают по законам турбулентного, а не ламинарного потока. Суть её заключается в следующем:
- для улучшения теплопередачи конвекцией и излучением газы должны двигаться в рабочем пространстве печи как можно ближе к поверхности нагреваемых предметов с возможно большей скоростью;
- горение топлива при высоких температурах определяется условиями смешения его с кислородом воздуха. Химическая реакция горения протекает очень быстро и не лимитирует скорость процесса сжигания топлива;
- длина турбулентного факела пропорциональна диаметру топливной струи и не растет с увеличением тепловой нагрузки при постоянном соотношении топлива и воздуха;
- геометрический напор газов в печах мал по сравнению с кинетической энергией газов. Влиянием геометрического напора можно пренебречь, учитывая только силы инерции и кинетическую энергию газовых потоков;
- мощность печи необходимо определять количеством не только подаваемого в неё топлива, но и кислорода, потребляемого печью для сжигания топлива;
- очень важное значение имеет выбор системы транспортировки перерабатываемых и получаемых в печи материалов, которая определяет тип печи и является главной её особенностью.

Эта теория открыла новые направления в конструировании компактных печей с принудительным движением газов.
В 1931—1935 он разработал новую теорию нагрева металла и экспериментально доказал, что сталь можно нагревать очень быстро, добиваясь высокой производительности печей при отличном качестве металла и низком его угаре. Им также предложена методика расчета температурных и структурных напряжений, возникающих при нагреве стальных изделий, что послужило основой для разработки режимов нагрева, коренным образом улучшивших процесс. Н. Н. Доброхотов показал теоретически и доказал на практике возможность и целесообразность резкого ускорения нагрева стальных изделий без ухудшения качества, что полностью изменило существовавшие взгляды о допустимой скорости их нагрева.
Конструкциями нагревательных печей и их оборудованием Н. Н. Доброхотов занимался более 35 лет. По его проектам в 1929—1930 гг. построены нагревательные печи в прокатных цехах Нижнесергинского и Нижнетагильского металлургических заводов.

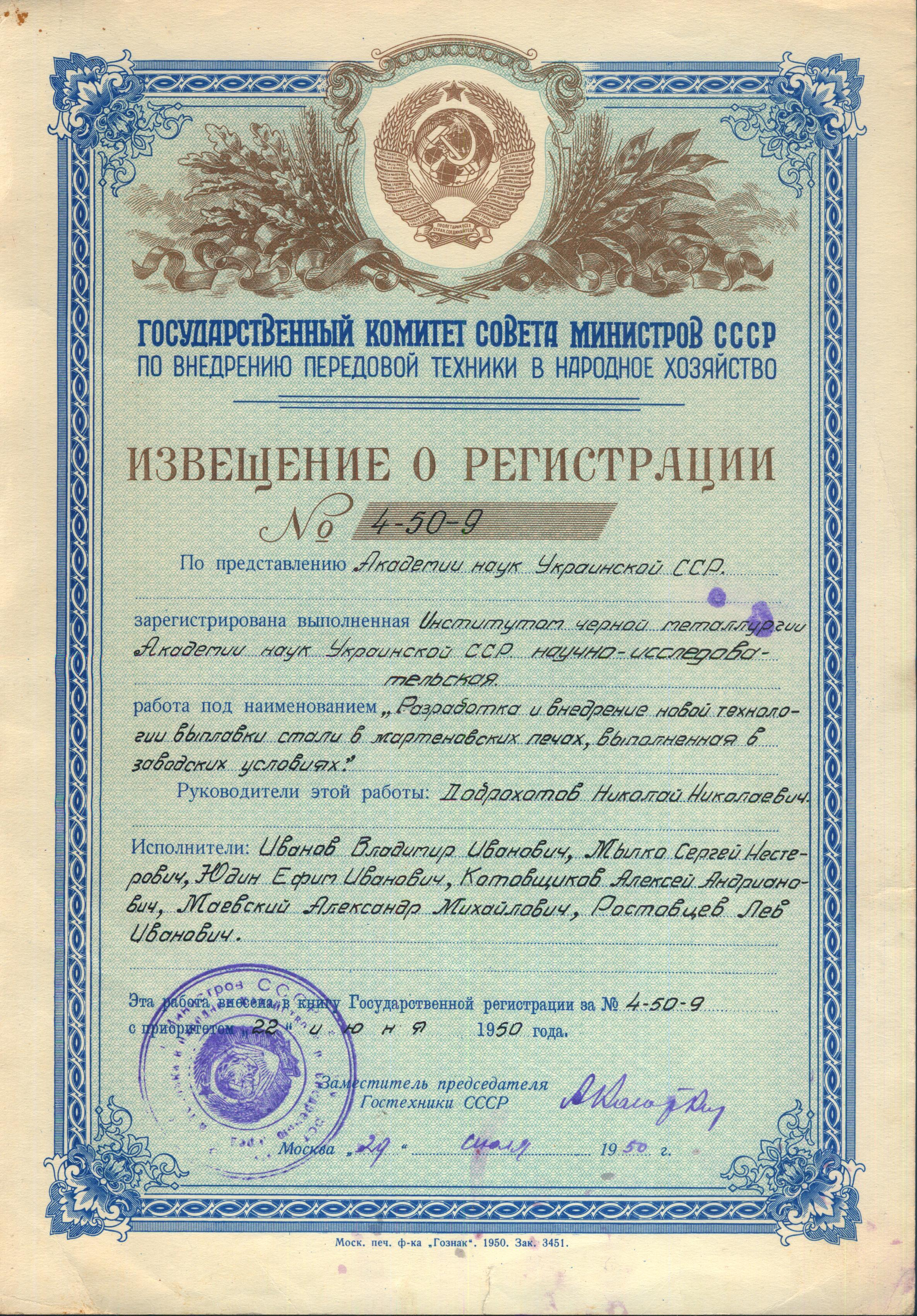
Извещение о регистрации научно-исследовательской работы Н. Н. Доброхотова

Н. Н. Доброхотов предложил увеличить ёмкость мартеновских печей с целью повышения их производительности и снижения расхода топлива на выплавку стали, а позднее сформулировал основные положения теории интенсификации тепловой работы мартеновских печей. С использованием выдвинутых им положений в середине 1930-х годов реконструированы 90-тонные мартеновские печи Нижнеднепровского металлургического завода имени Коминтерна. Увеличение тепловой мощности печей дало возможность резко поднять их производительность и превысить все ранее известные рекорды скоростного сталеварения. Впоследствии были усовершенствованы конструкции мартеновских печей многих металлургических заводов. Н. Н. Доброхотов предложил оборудовать мартеновские печи вентиляторами для подачи воздуха, дымососами для удаления продуктов сгорания, безарочной передней стеной и усовершенствовал систему холодильников.

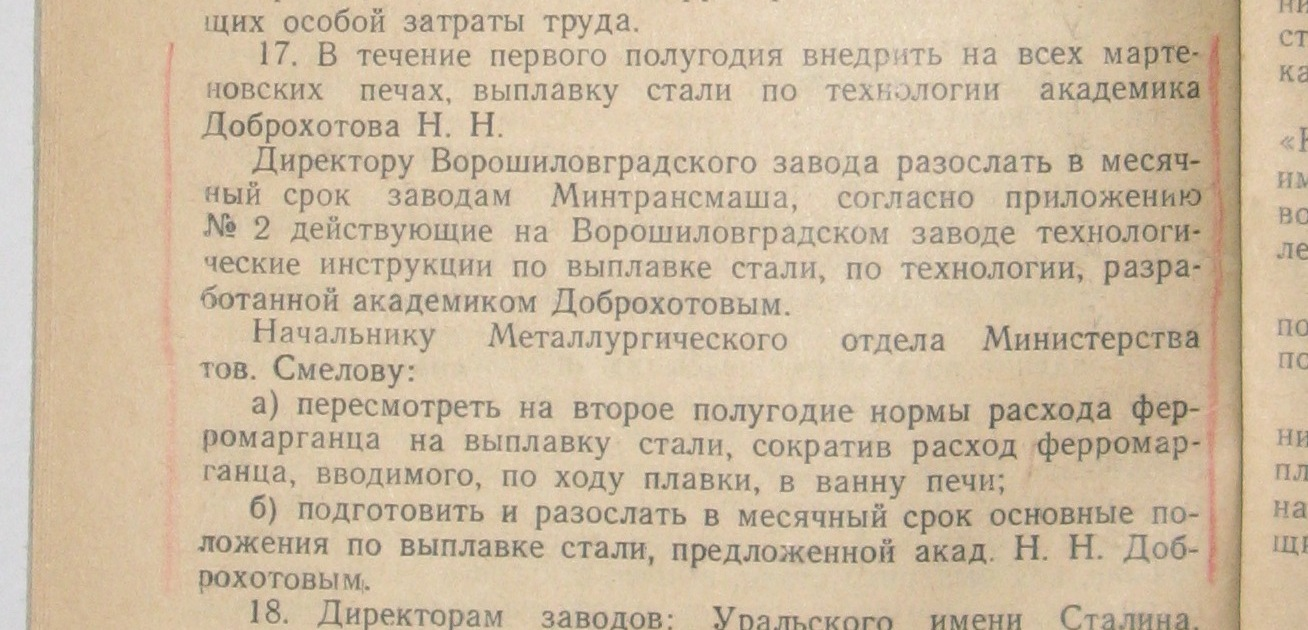
Цитата из приказа №125 (стр. 10) о внедрении технологии выплавки стали, разработанной Н. Н. Доброхотовым, на всех мартеновских печах СССР

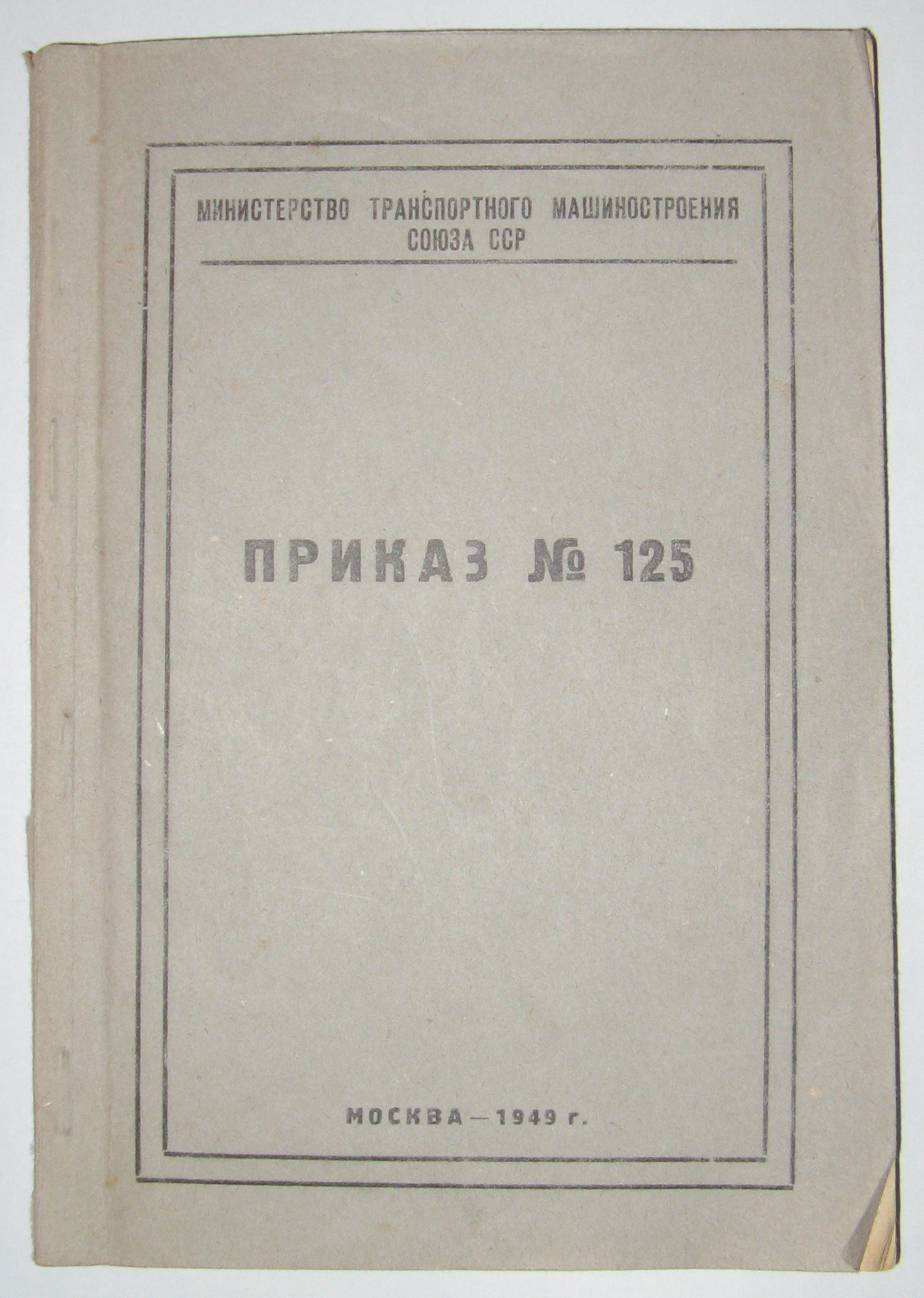
Приказ №125 Министерства транспортного машиностроения СССР. 1949 год.

Во время Великой Отечественной войны Н. Н. Доброхотов предлагает раскисление кипящей стали ферромарганцем проводить в ковше, что и было осуществлено в 1942 г. на одном из уральских заводов. Данный метод позволил сэкономить большое количество ферромарганца, так как при раскислении стали в печи примерно 50 % его окислялось и терялось со шлаком. Для того времени, когда в результате военных действий была потеряна главная база добычи марганцевых руд, это имело огромное значение.
После Великой Отечественной войны Н. Н. Доброхотов вместе с учениками разработал теорию сушки и обжига керамических изделий на основе принципиально нового метода. Он научно обосновал скоростные режимы сушки и обжига изделий, определил пути улучшения качества керамики. Под его руководством и непосредственном участии спроектирована и пущена в эксплуатацию на Киевском заводе керамических блоков первая на Украине мощная туннельная печь для обжига строительных и керамических изделий.
Технология и техника использования природного газа в мартеновском производстве Советского Союза создана в основном благодаря работам Н. Н. Доброхотова. До него природный газ применялся в смеси с мазутом. В 1959 г. Н. Н. Доброхотов с учениками предложил отапливать трехканальные мартеновские печи природным газом вместо смеси коксового и доменного. Способ был внедрен вначале на нескольких печах заводов «Запорожсталь» и имени К. Либкнехта, а затем — на многих предприятиях страны.
Н. Н. Доброхотов развивает основы теории и практики раскисления и легирования спокойной стали в ковше твердыми ферросплавами, применение которых коренным образом улучшило сталеплавильный процесс. Впервые эта технология опробована на Волгоградском металлургическом заводе «Красный Октябрь», а впоследствии — на Ижевском металлургическом заводе имени 50-летия СССР, Кузнецком металлургическом комбинате имени В. И. Ленина и на других предприятиях. Внедрение её позволило увеличить производительность сталеплавильных печей, уменьшить угар легирующих добавок и раскислителей, снизить себестоимость стали и повысить качество материала.
Н. Н. Доброхотов разработал научные основы разливки стали при высоких температурах с целью повышения качества, положившие начало новому направлению в области разливки стали в слитки и получения фасонных стальных отливок, что способствовало повышению их качества по всем показателям. До него существовало ошибочное мнение, что сталь необходимо разливать как можно медленнее. Он заложил научные основы скоростной разливки стали и доказал, что сталь можно разливать в три-четыре раза быстрее без ухудшения качества слитков. Это повысило производительность разливочных пролетов мартеновских цехов и в два раза уменьшило занятость разливочных площадей и оборудования.
Н. Н. Доброхотов предложил новую технологию прямого получения железа из руд. По его разработкам на металлургическом комбинате «Запорожсталь» имени С. Орджоникидзе построены полупромышленные установки — шахтная печь и реактор с кипящим слоем для прямого восстановления железа продуктами конверсии природного газа, с помощью которых получены необходимые исходные данные для проектирования промышленных агрегатов подобного типа.

### Основные труды
1. Печи для нагрева металла / Д. В. Будрин, М. В. Грошев, В. Ф. Копытов и др. Под ред. и с пред. академика Н. Н. Доброхотова. М.-Л.: ГОСНТИМЛ, 1941, 416с.
2. Доброхотов Н. Н. К динамике диффузионных процессов/Киев: АН УССР, 1948, 39с.
3. Доброхотов Н.Н. Современная технология выплавки стали в мартеновских печах/Киев: АН УССР, 1951, 56 с. Дата обращения: 26 октября 2009. Архивировано из оригинала 9 октября 2011 года.
4. Доброхотов Н.Н. Применение термодинамики в металлургии/Киев: АН УССР, 1955, 76с. Дата обращения: 26 октября 2009. Архивировано из оригинала 9 октября 2011 года.

## Память
В 1968 году на доме № 39 по ул. Пархоменко, в котором Н. Н. Доброхотов работал в Институте использования газа открыта мемориальная доска (бронзовый барельеф; скульптор И. П. Кавалеридзе, архитектор Р. П. Быкова).
Именем Николая Николаевича Доброхотова в г. Киеве названа улица (улица Академика Доброхотова).